# Western Baseball League
La Western Baseball League fu una lega minore indipendente del baseball USA, che operò fra il 1995 e il 2002.
Fu fondata dall'imprenditore di Portland Bruce L. Engel e vi aderirono:
- Bend Bandits (Bend)
- Grays Harbor Gulls (Hoquiam)
- Surrey Glaciers (Surrey)
- Tri-City Posse (Kennewick, Pasco e Richland)
- Long Beach Barracuda (Long Beach)
- Palm Springs Suns (Palm Springs)
- Salinas Peppers (Salinas)
- Sonoma County Crushers (Rohnert Park, Sonoma County).

I Long Beach furono i primi campioni.
Nel 1996 Surrey lasciò la lega e fu sostituita dai Reno Chukars. Long Beach vinse nuovamente il titolo. Nei primi anni'90 la lega crebbe con altre due squadre nel Pacific Northwest: i Coos Bay Seals nell'ovest dell'Oregon e i Western Warriors di Olympia, ma entrambe fallirono nel 2000.
Nel 1997 la squadra di Palm Springs si spostò a Oxnard, ma fallì. Si aggiunsero i Chico Heat. Chico vinse subito il titolo. La WBL creò una squadra a Sacramento, gli Steelheads, poi trasferiti a Solano County, California.
Nel 1999 la lega dismise l'ex-squadra di Grays Harbor, mentre Mission Viejo, Bend eOxnard also fallirono. I Sacramento Steelheads e gli Zion Pioneerzz si aggiunsero, rendendo la WBL una lega a sei. Tri-City vinse il campionato.
Nel 2000 incluse le squadre di Yuma e Scottsdale che presero il nome di Valley Vipers. Gli Zion Pioneerzz furono i campioni dell'anno. La stagione seguente Reno e Valley fallirono e Long Beach vinsero il titolo.
Nel suo ultimo anno di vita, il 2002, la Western Baseball League aveva sei squadre. Nella Northern Division giocavano Chico Heat, Sonoma County Crushers e Yuba-Sutter Gold Sox. Invece nella Southern Division Long Beach Breakers, Solano Steelheads e Yuma Bullfrogs. I Chico Heat furono gli ultimi campioni.